# يكلانو ديبورتيفو
يكلانو ديبورتيفو (بالإسبانية: Yeclano Deportivo)‏ هو فريق كرة قدم إسباني مقره في ييكلا، في منطقة مرسية ذات الحكم الذاتي . تأسس النادي في عام 2004 ويلعب حاليًا في الدوري الإسباني الدرجة الثالثة المجموعة الثانية Primera Federación ، ويلعب مبارياته على أرضه في ملعب لا كونستيتوسيون (بالإسبانية: Estadio de La Constitución)‏، الذي يتسع لـ 4000 متفرج. 

## تاريخ
تأسس نادي يكلانو ديبورتيفو في عام 2004، بعد اختفاء نادي يكلانو لكرة القدم (بالإسبانية: Yeclano Club de Fútbol)‏ التاريخي. أسس بيدرو روميرو مع مؤيدين محليين آخرين النادي الجديد في يكلانو. تنافس الفريق لأول مرة في الدوري الإسباني الدرجة الرابعة في موسم 2006-07 ، وتم نقله إلى المجموعة 13 في عام 2008. في موسم 2008-2009 كان النادي في المجموعة التأهل، وانهى المجموعة أخيرًا في المركز الرابع، بفارق 7 نقاط عن البطل.
في موسم 2009-2010، احتل يكلانو المركز الثاني في مجموعته، وصعد إلى الدوري الإسباني الدرجة الثالثة لأول مرة في تاريخه بعد التغلب على نادي تريفال فالديراس (بالإسبانية: CF Trival Valderas)‏ (5-3 في مجموع المباراتين)، و نادي باجارا بلاياس دي جانديا (بالإسبانية: UD Pájara Playas de Jandía)‏ بنتيجة 2-1، و ونادي هارو ديبورتيفو (بالإسبانية: Haro Deportivo)‏ بعد التعادل في المباراة بنتيجة1-1، ثم الفوز بركلات الترجيح. كان الموسم التالي صعبًا، حيث لم يتمكن النادي من الحفاظ على مكانته في الدوري الإسباني الدرجة الثالثة.
في موسم 2018–19، صعد النادي من المجموعة 13 من الدوري الإسباني الدرجة الرابعة، إلى الدوري الإسباني الدرجة الثالثة.

## المواسم
| الموسم  | الدوري                         | اسم الدوري بالإسبانية | الترتيب    | كأس ملك إسبانيا |
| ------- | ------------------------------ | --------------------- | ---------- | --------------- |
| 2004–05 | الدوري الإسباني الدرجة السادسة | 1ª Reg.               | البطل      |                 |
| 2005–06 | الدوري الإسباني الدرجة الخامسة | Terr. Pref.           | الوصيف     |                 |
| 2006–07 | الدوري الإسباني الدرجة الرابعة | 3ª                    | الثاني عشر |                 |
| 2007–08 | الدوري الإسباني الدرجة الرابعة | 3ª                    | الثاني عشر |                 |
| 2008–09 | الدوري الإسباني الدرجة الرابعة | 3ª                    | الرابع     |                 |
| 2009–10 | الدوري الإسباني الدرجة الرابعة | 3ª                    | الوصيف     |                 |
| 2010–11 | الدوري الإسباني الدرجة الثالثة | 2ª B                  | التاسع عشر |                 |
| 2011–12 | الدوري الإسباني الدرجة الرابعة | 3ª                    | البطل      |                 |
| 2012–13 | الدوري الإسباني الدرجة الثالثة | 2ª B                  | العشرون    | الدور الأول     |
| 2013–14 | الدوري الإسباني الدرجة الرابعة | 3ª                    | الوصيف     |                 |
| 2014–15 | الدوري الإسباني الدرجة الرابعة | 3ª                    | السادس     |                 |
| 2015–16 | الدوري الإسباني الدرجة الرابعة | 3ª                    | الخامس     |                 |
| 2016–17 | الدوري الإسباني الدرجة الرابعة | 3ª                    | الخامس     |                 |
| 2017–18 | الدوري الإسباني الدرجة الرابعة | 3ª                    | البطل      |                 |
| 2018–19 | الدوري الإسباني الدرجة الرابعة | 3ª                    | البطل      | الدور الأول     |
| 2019–20 | الدوري الإسباني الدرجة الثالثة | 2ª B                  | الرابع     | الدور الثاني    |
| 2020–21 | الدوري الإسباني الدرجة الثالثة | 2ª B                  | التاسع     | الدور الثاني    |
| 2021–22 | الدوري الإسباني الدرجة الخامسة | 3ª RFEF               | البطل      |                 |
| 2022–23 | الدوري الإسباني الدرجة الرابعة | 2ª Fed.               | السادس     | الدور الأول     |
| 2023–24 | الدوري الإسباني الدرجة الرابعة | 2ª Fed.               | الوصيف     | الدور الثاني    |

| الموسم  | الدوري                         | اسم الدوري بالإسبانية | الترتيب | كأس ملك إسبانيا |
| ------- | ------------------------------ | --------------------- | ------- | --------------- |
| 2024–25 | الدوري الإسباني الدرجة الثالثة | 1ª Fed.               |         | الدور الثاني    |

- موسم واحد في Primera Federación (الدوري الإسباني الدرجة الثالثة حاليًا)
- 3 مواسم في دوري الدرجة الثانية ب Segunda División B (الدوري الإسباني الدرجة الثالثة سابقًا)
- موسمين في Segunda Federación (الدوري الإسباني الدرجة الرابعة حاليًا)
- 11 موسم في Tercera División (الدوري الإسباني الدرجة الرابعة سابقًا)
- موسم واحد في Tercera División RFEF (الدوري الإسباني الدرجة الخامسة سابقًا)

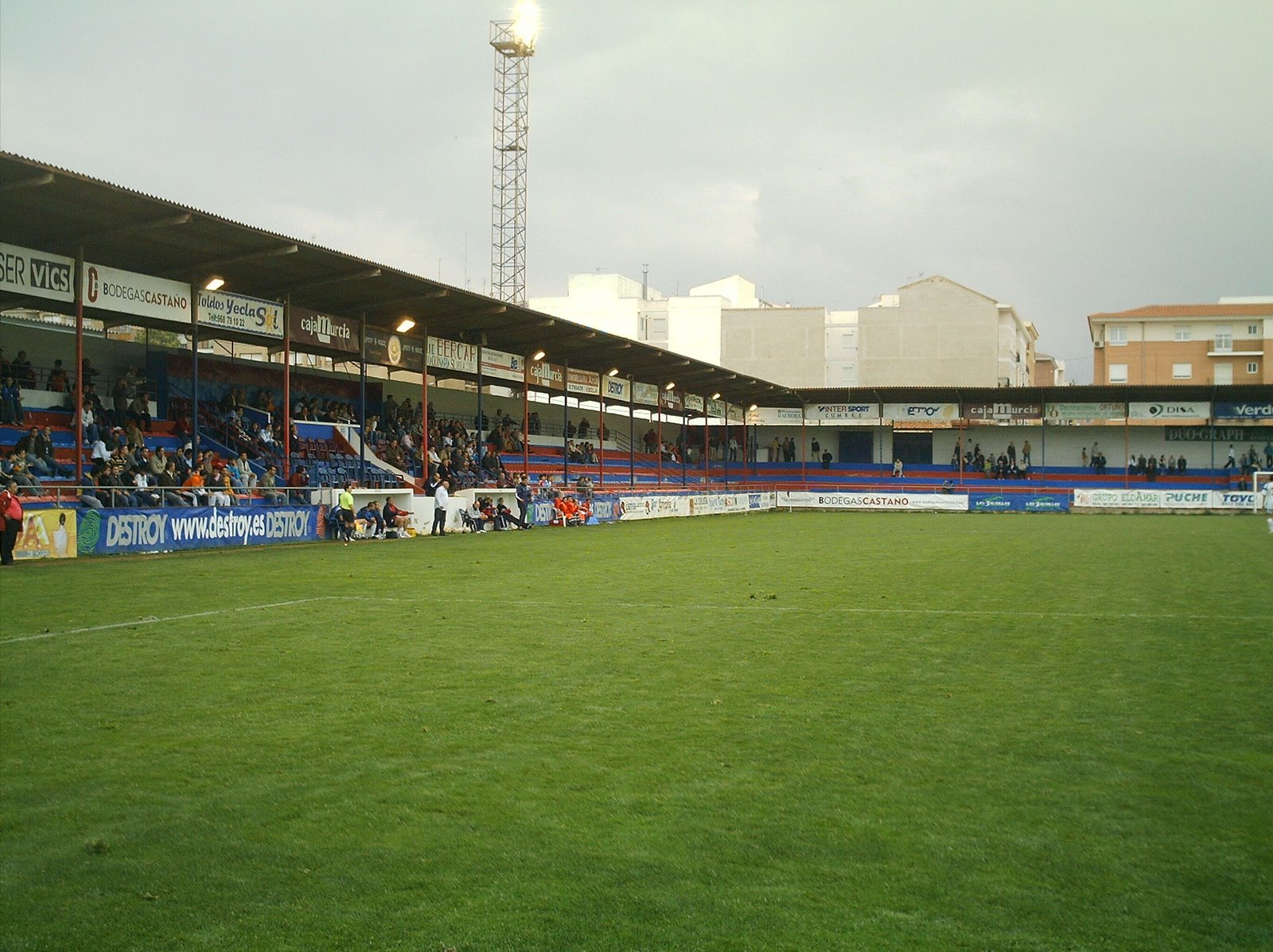
ملعب لا كونستيتسيون

## البطولات
- الدوري الإسباني الدرجة الرابعة (Tercera División): 2011–12 ، 2017–18

## الفريق الحالي
آخر تحديث 31 يوليو 2024. 
| الرقم | البلد   | المركز | اللاعب          |
| ----- | ------- | ------ | --------------- |
| 1     | إسبانيا | حارس   | إيفان مارتينيز  |
| 2     | إسبانيا | مدافع  | أنطونيو سانشيز  |
| 3     | إسبانيا | مدافع  | موروس           |
| 4     | إسبانيا | مدافع  | غابرييل كليمنتي |
| 5     | إسبانيا | وسط    | ريلو            |
| 6     | إسبانيا | مدافع  | ألفارو مايورجا  |
| 7     | إسبانيا | مهاجم  | تيكو انيستا     |
| 8     | إسبانيا | وسط    | خوانجي          |
| 9     | إسبانيا | مهاجم  | خوسيه نارانجو   |
| 10    | إسبانيا | مهاجم  | باو بيريز       |
| 11    | إسبانيا | مهاجم  | دييغو دي بيدرو  |
| 13    | إسبانيا | حارس   | بورخا مارتي     |

| الرقم | البلد     | المركز | اللاعب           |
| ----- | --------- | ------ | ---------------- |
| 14    | إسبانيا   | مدافع  | أليكس رودريغيز   |
| 17    | إسبانيا   | مهاجم  | خافي سولسونا     |
| 18    | إسبانيا   | مدافع  | فيكتور أولميدو   |
| 19    | المغرب    | مدافع  | منير الرحالي     |
| 20    | إسبانيا   | وسط    | بيدرو توريس      |
| 21    | إسبانيا   | وسط    | خوان ساتوكا      |
| 22    | إنجلترا   | مهاجم  | تيدي ساذرلاند    |
| 23    | إسبانيا   | مهاجم  | سيربيتا          |
| 24    | إسبانيا   | مهاجم  | إسماعيل روبيو    |
| 26    | إسبانيا   | مدافع  | خوسيه مانويل جيل |
| 27    | الأرجنتين | وسط    | توماس سينيستراري |

## لاعبين مشهورين
- خافي مورينو

## روابط خارجية
- باللغة الإسبانية
- Futbolme team profile باللغة الإسبانية
- Unofficial website باللغة الإسبانية
- Club & stadium history باللغة الإنجليزية